# Nina Ricci
Nina Ricci — французский дом высокой моды, основанный в 1932 году в Париже модельером Ниной Риччи (наст. имя Мария-Аделаида Нейи; 1883—1970) по совету и при поддержке её сына, Робера Риччи (1905—1988). Начиная с 1998 года принадлежит испанской корпорации Puig.   

## История
Нина родилась в Турине, в семье кожаных дел мастера. Когда ей было двенадцать лет, семья, жившая во Флоренции, переехала в Париж. Тринадцатилетним подростком Нина поступила ученицей к модистке. Начиная с 1908 года в течение двух десятилетий работала у Рафэна; через какое-то время её имя вошло в название дома. После смерти модельера в 1929 году модный дом Raffin et Ricci был закрыт и Нина не собиралась продолжать дело. Однако в 1932 году, на фоне финансового кризиса, её сын Робер решил оставить свою работу и уговорил мать открыть собственное ателье. Дом Nina Ricci открылся в 1932 году в 1-м округе Парижа по адресу улица Капуцинок, дом 20. 
Робер, у которого были и другие проекты, в том числе «Студия Аркур», управлял деятельностью фирмы, тогда как его мать занималась коллекциями одежды. Начав со штата в 40 служащих, в 1939 году Нина смогла нанять уже 450 швей. В 1940 году Робер сосредоточился на бизнесе матери, в 1945-м он стал директором фирмы. 
В декабре 1945 года был представлен первый аромат от «Нины Риччи» — Cœur joie во флаконе по эскизу Кристиана Берара, изготовленном фирмой «Лалик». В 1946 году Робер организовал парфюмерное подразделение компании. 
В 1948 году парфюмер Франсис Фаброн создал для Нины Риччи L'Air du temps, ставший классическим и завоевавший рынок на многие десятилетия. Аромат поступил в продажу в 1951 году, флакон по эскизу Хуана Ребуля также изготовлялся «Лалик». Благодаря тому, что Робер активно занимался парфюмерией, компания перешла на новый уровень и смогла выйти на международный рынок. Были выпущены ароматы Capricci, Fille d'Ève, Farouche, Pomme d'Amour, Signoricci и другие.    
В 1950-х годах Нина Риччи постепенно отошла от дел. Начиная с 1954—1963 для дома работал Жюль-Франсуа Краэ — поначалу как ассистент, потом как главный модельер. В 1959 году он представил первую собственную коллекцию, которая встретила единогласные похвалы. В 1963 году Краэ перешёл в Lanvin (компания), а место главного модельера «Нины Риччи» на три десятилетия занял Жерар Пипар. Тонкий художник, он неизменно выпускал романтичные, всегда женственные коллекции. 
В начале 1960-х годов компания стояла у истоков прет-а-порте, одной из первых начав продавать модели в Нью-Йорк и Гонконг для последующего изготовления и продажи изделий под своим лейблом, но уже без своего участия. В 1979 году дом Nina Ricci переехал на авеню Монтень, открыв свой бутик напротив дома Dior.  
В 1988 году, после смерти Робера Риччи, компанию возглавил член семьи, приёмный сын Нины Жиль Фуш. Примерно с середины 1990-х годов коллекции выпускала Мириам Шефер, придерживавшаяся изящного, чуть винтажного стиля.  
В 1998 году бренд «Нина Риччи» был продан испанскому производителю одежды и
парфюмерии, компании Puig — с этого времени дом Nina Ricci прекратил заниматься высокой модой, оставив лишь линию готового платья. 
С 1999 года главным дизайнером дома была канадка Натали Жерве, её последней коллекцией стала «осень-зима 2001 года». В 2003—2006 годах коллекции выпускал швед Ларс Нильсон, в 2006—2009 годах — бельгиец Оливье Тейскенс, с осени 2009 и до 2015 года — англичанин Питер Коппинг, в 2015—2018 годах — Гийом Анри. В августе 2018 года руководить домом были приглашены Рушеми Боттер и Лиси Херребрюг; их первая коллекция, «осень-зима — 2019», была представлена на парижской неделе моды весной 2019 года. 
В XXI веке компания Nina Ricci сосредоточилась преимущественно на выпуске парфюмерии. Среди выпускаемых ароматов L’air du Temps, Love by Nina, Nina, Premier Jour, Love in Paris, Ricci Ricci, Nina L’Elixir. В создании рекламной кампании для аромата Ricci Ricci была задействована Джессика Стэм, одна из самых высокооплачиваемых моделей своего времени.

## Стиль
В отличие от многих других модельеров Риччи, как и Вионне, никогда не рисовала эскизов, но самостоятельно подкалывала ткани на манекене или непосредственно на манекенщице. Её модному дому не были свойственны ни сдержанный минимализм, ни эксперименты и провокации, будоражащие Париж — дом Нины Риччи неизменно придерживался романтичного, полного женственности и красоты стиля. Она любила узоры и нежные краски, лейтмотивом её работ были цветы — вышитые, нашитые в виде аппликации либо присутствующие в рисунке ткани.
Платья Нины Риччи могли быть соблазнительными, но всегда оставались в рамках приличий. Благодаря этому клиентуру дома в основном составляли представительницы крупной буржуазии, одежда которых должна была демонстрировать не столько роскошь, сколько сдержанную элегантность. 